# Matyáš z Retzu
Matyáš z Retzu  OFM, Matyáš Piscatelle z Retzu, latinsky Mathias de Rehtz (nesprávně  Mathias de Kehcz) byl františkán, písař a iluminátor františkánských liturgických chórových rukopisů počátku 16. století. Byl též veřejným notářem, ve františkánském řádu pak vratislavským a od roku 1506 olomouckým kvardiánem, mezi lety 1506 až 1515 zastával čtyřikrát funkci jednoho z definitorů české františkánské provincie.
 Přinejmenším v letech 1511 a 1514 byl kvardiánem kláštera sv. Bernardina ve Vratislavi.
Proslul především jako písař velkoformátových chórových knih. Této činnosti se věnoval v Kadani v druhé polovině 90. let 15. století a pro kadaňský klášter vytvořil také nejzachovalejší kolekci, z níž se dochoval graduál a psalterium z let 1496–1498, ostatní jím vytvořené knihy známe jen ze starších katalogů nebo dochovaných zlomků. Výzdoba těchto původem kadaňských rukopisů odpovídá františkánské spiritualitě pozdního středověku, kde významné postavené zaujímá dítě Ježíš a týž Kristus trpící.
Dalším dílem bratra Matyáše ze sklonku 15. století byl celkem dvoudílný graduál, z něhož však napsal pouze zimní část a byl určen pro bechyňský nebo plzeňský klášter. Matyáš mohl být totožný s Matyášem z Bavor (pak by ovšem nepocházel z rakouského Retzu), kterého evidují starší knihovní katalogy kláštera v Hostinném jako písaře několikadílného graduálu a žaltáře.